# موجی شدن (فیلم)
موجی شدن (به انگلیسی: Shell Shock) فیلمی ۸۴ دقیقه‌ای به کارگردانی جان هیز است.